# Arik Braun
Arik Braun (* 8. Februar 1988 in Aresing) ist ein deutscher Schach-Großmeister.
Braun wurde im Oktober 2006 Jugendweltmeister in der Klasse U18 und im Februar 2009 Deutscher Meister. In der deutschen Schachbundesliga spielte er von 2004 bis 2015 für den Schachclub Eppingen, seit 2015 spielt er für die SV 1930 Hockenheim. In der österreichischen 1. Bundesliga gehört er seit 2005 dem SK Hohenems an, mit dem er 2014 österreichischer Mannschaftsmeister wurde und am European Club Cup 2008 teilnahm. In der niederländischen Meesterklasse spielte Braun in der Saison 2017/18 für MuConsult Apeldoorn.

## Schachliche Laufbahn
Das Schachspielen erlernte er mit fünf Jahren und trat später in seinen Heimatverein SV Backnang ein. In verschiedenen Altersklassen wurde er Deutscher Jugendmeister: 1997 U11 in Friedrichroda, 2000 U12, 2003 U18. Einen großen Leistungssprung machte Braun im Jahr 2003, als er seine Elo-Zahl von 2300 auf 2445 erhöhte und den Titel eines Internationalen Meisters errang. Die erforderlichen Normen erfüllte er bei der Deutschen Einzelmeisterschaft 2001 in Altenkirchen, im August 2003 bei einem First Saturday-Turnier in Budapest und ebenfalls im August 2003 beim Infineon Young Masters in Dresden. Im Juli 2004 wurde Arik Braun in Belgrad mit der deutschen Jugendnationalmannschaft U18-Europameister.
Bei der deutschen Meisterschaft in Höckendorf 2004 belegte Braun den 10. Platz. Im folgenden Jahr erreichte er bei der Deutschen Meisterschaft 2005 in Altenkirchen Platz 8. Im März 2005 gewann er die Internationale Deutsche Jugendmeisterschaft in Deizisau. Im Februar 2009 gewann er in Saarbrücken die Deutsche Meisterschaft mit 7 Punkten aus 9 Partien nach Wertung vor dem punktgleichen Michael Prusikin.
Arik Braun gewann im Oktober 2006 bei den Jugendweltmeisterschaften im georgischen Batumi den Titel in der Wertungsklasse U18.
Braun war Mitglied der Junioren-Nationalmannschaft, die an der Schacholympiade 2008 in Dresden teilnahm. Dort erzielte er am zweiten Brett 4,5 Punkte aus 10 Partien. Seit November 2008 trägt er den Titel Großmeister (GM). Er erfüllte GM-Normen in den Saisons 2005/06 und 2007/08 der deutschen Bundesliga, bei der Jugendweltmeisterschaft U18 2006 sowie bei der Juniorenweltmeisterschaft 2008 in Gaziantep.
Arik Braun betätigt sich auch als Schachboxer.